# 联邦广场 (伯尔尼)

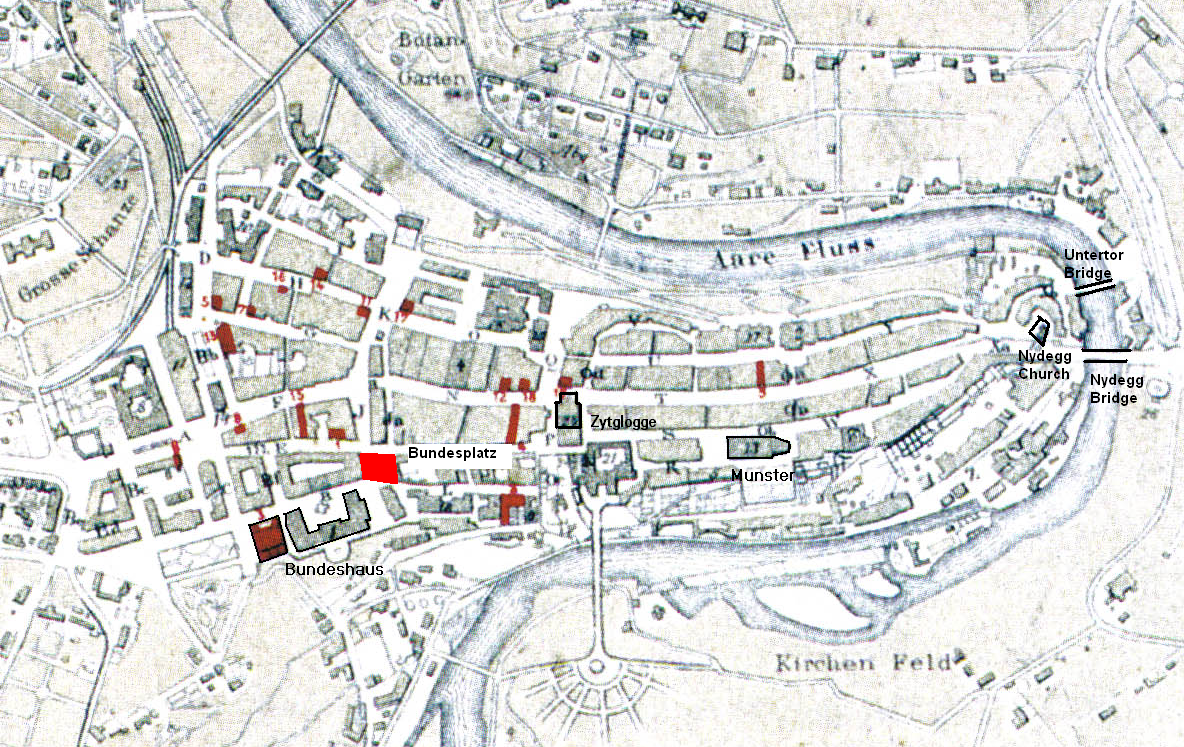
位置

联邦广场（Bundesplatz）是瑞士伯尔尼市中心中世纪老城的一个广场。它是内新城（Innere Neustadt）的一部分，始建于1255年到1260年伯尔尼老城第二次扩张期间。它位于联邦宫前面，是世界遗产项目伯尔尼老城的一部分。虽然不是建立在广场，直到晚得多。

## 历史

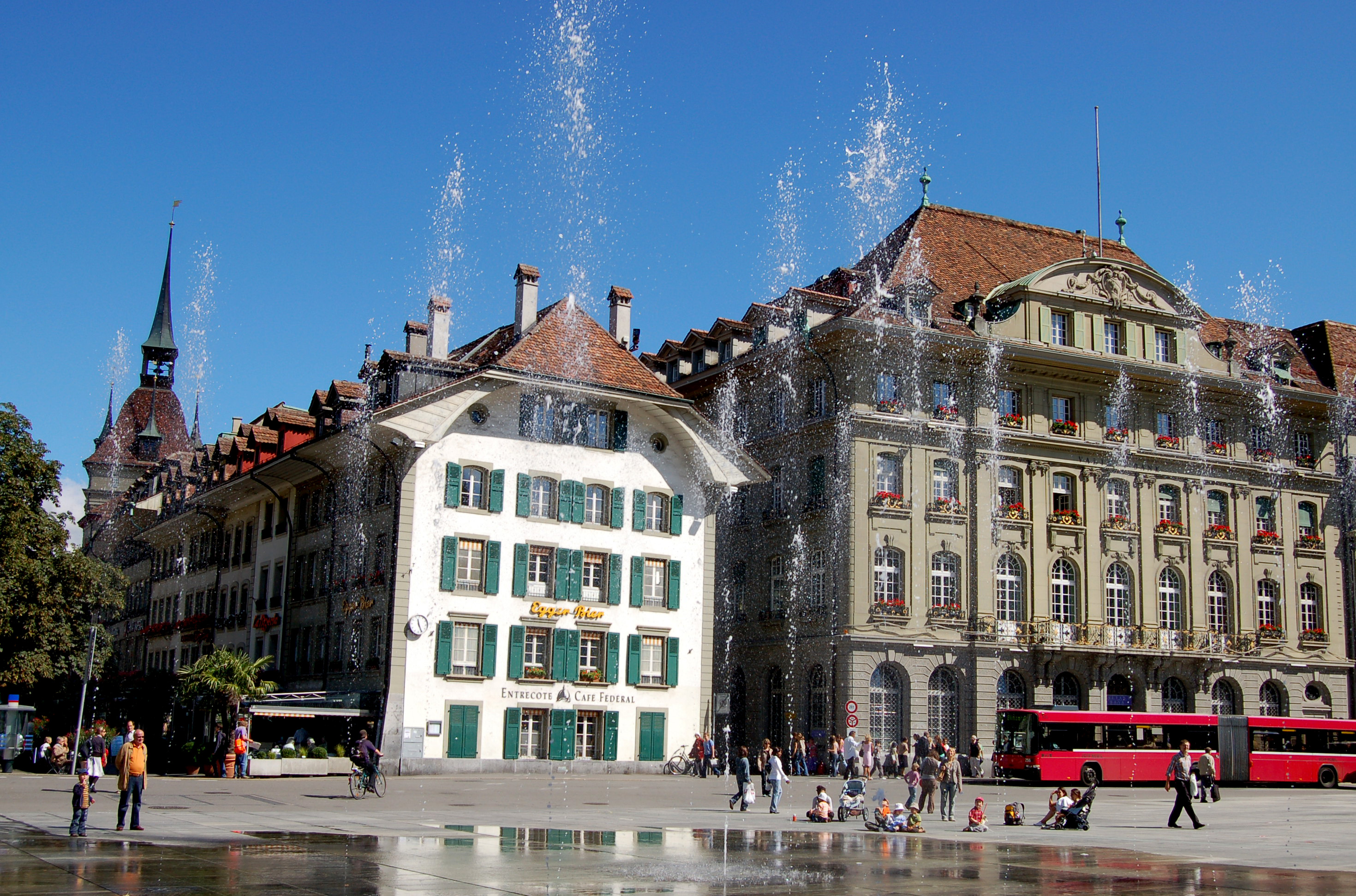
联邦广场

现代的联邦广场原是围绕第二道城墙的壕沟的一部分。1765年，在Ballenhaus和Holzwerkhof之间建了一个广场。 Ballenhaus于1820年被拆除，为赌场让路，位于今天联邦广场15号议会东翼的所在地。 Holzwerkhof被拆除，为联邦宫西翼让路，位于联邦街（Bundesgasse）1号。 新广场的修建是由Niklaus Hebler监督，他在广场上种植椴树，在南侧围起一道栏杆，在此可以俯瞰下城和阿勒河。1894年和1900年之间，修建新的联邦宫，为扩大广场，拆除了许多建筑物。1909年之前称为议会广场（Parlamentsplatz）。
近一个世纪中，这个广场成为一个停车场。1991年举行了全国竞赛，决定广场的未来，中标方案“广场作为广场”（Platz als Platz）于2002年开始。该项目完成于2004年7月31日，2004年8月1日瑞士国庆日正式亮相。 
“广场作为广场”项目于2006年获得由美国建筑师学会颁发的城市设计荣誉奖。

## 外部連結
- Bundesplatz website （页面存档备份，存于） （德文）

46°56′49.25″N 7°26′38.82″E / 46.9470139°N 7.4441167°E